# یرنس ای تامسا
یرنس ای تامسا دهستانی در استان آستوریاس اسپانیا است.
در این دهستان ۱۴۰ نفر زندگی می‌کنند. مساحت این دهستان ۳۱٫۶۳ کیلومتر مربع است.